# Sarah Schumann

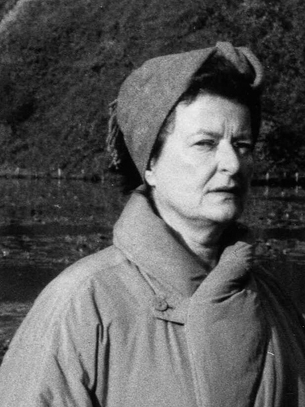
Sarah Schumann

Sarah Schumann (geboren 12. August 1933 in Berlin; gestorben 3. Juli 2019 ebenda) war eine deutsche Malerin und Zeichnerin.

## Leben
Sarah Schumann war eine Tochter des Bildhauerpaares Dora und Kilian Schirmer. Sie förderten ihr künstlerische Talent, dennoch verließ Schumann im Alter von 15 Jahren das Elternhaus. Sie konzentrierte sich auf die Malerei und hatte 1953 ihre erste Einzelausstellung in der Zimmergalerie Franck in Frankfurt am Main.
Während der 1950er Jahre reiste sie mit ihrem damaligen Ehemann, dem Kunsthändler Hans Brockstedt durch Europa und besuchte wichtige Museen und Sammlungen. Nach der Trennung von ihrem Mann lebte sie von 1960 bis 1963 in London und lernte die dortige Kunstszene intensiv kennenlernte. Später zog sie im italienischen Piemont in die Villa Engadina.
Schließlich kehrte sie 1968 nach Berlin zurück. Dort schloss sie sich der Frauengruppe „Brot + Rosen“ an. In der Zeit wirkte sie an drei Filmen der Regisseurin Helke Sander mit. 1977 gehörte sie zu den Initiatorinnen der Ausstellung Künstlerinnen international 1877–1977 in Frankfurt am Main, die erstmalig im Nachkriegsdeutschland bedeutende weibliche künstlerische Positionen präsentierte. Parallel publizierte sie eigene Texte und es entstanden erste große Frauenbildnisse.
1977 wurde sie mit einem Stipendium für die Villa Massimo in Rom ausgezeichnet. Es folgten Studienaufenthalte für das Goethe-Institut in Indien und Kenia in den 1980er Jahren. Ab 1992 reiste sie für drei Jahre nach Moskau und arbeitete an ihrem ersten Zyklus Moskau. Erz + Körper, der 1994 in der Moskauer Galerie A3 ausgestellt wurde. Es folgten weitere Zyklen wie die Landschaftsbilder aus der Mark Brandenburg in den 1990er Jahren und Brücken über grün und blau sowie Berlin: Sparziergänge in einer Stadt in den 2000er Jahren.
Schumann arbeitete in Berlin-Charlottenburg und lebte bis zu deren Tod im Oktober 2017 mit ihrer Lebensgefährtin, der Schriftstellerin Silvia Bovenschen, zusammen. Sie hat Bovenschen mehrfach porträtiert, und Bovenschen hat im Laufe der Jahre mehrere Texte über Schumann verfasst.
Das Städel Museum in Frankfurt zählt Sarah Schumann im Oral History Projekt „Café Deutschland“ zu den 70 wichtigsten Protagonisten der ersten Kunstszene in der BRD.
Sarah Schumann starb im Juli 2019 im Alter von 85 Jahren in Berlin.

## Werk
Schumann gilt als eine wichtige Vertreterin der Nachkriegsmoderne und setzt sich in ihren figurativen Arbeiten und Frauenbildnissen mit den signifikanten Begriffen „Schrecken und Schönheit“ auseinander.
In den Anfängen ist Schumanns Werk durch den Surrealismus inspiriert, später entwickelt sie eine einprägsame Bildsprache, die ihre geheimnisvollen Landschaftsmalereien und Porträts kennzeichnet. Bereits die frühen „Schock-Collagen“ der 1950er Jahre reflektieren ihre Kindheit im Zweiten Weltkrieg und Jugenderlebnisse in der Nachkriegszeit. Ihre poetischen Bilder fangen den Blick auf die menschliche Existenz und ihre Umgebung ein.
Auch ihre internationale Reisetätigkeit in Europa, Russland, Afrika und Indien spiegelt sich in der Motivwahl ihrer Werke. Darunter London, wo informelle Bilder, Materialcollagen, Illustrationen (z. B. zu Lewis Carrolls „Alice im Wunderland“) und erste „Monroe-Darstellungen“ entstehen. Sowie Arbeit an pastellfarbenen Eitemperamalereien, Collagen mit eigenen Fotografien, Buchumschläge für italienische Verlage während des Aufenthalts in Italien.

## Ausstellungen (Auswahl)

### Einzelausstellung
- 1953: Zimmergalerie Franck, Frankfurt am Main
- 1963: Institute of Contemporary Art, London (UK)
- 1965: Haus am Lützowplatz, Berlin
- 1976: Kunstverein München
- 1978: Frankfurter Kunstverein
- 1983: Sarah Schumann: Bilder, Collagen, Druckgrafiken; Arbeiten aus den Jahren 1958–1982. Kunstverein Hamburg
- 1990: Journeys to East Germany, Goethe-Institut, Chicago
- 1994: Moskau. Erz und Körper, Galerie A 3, Moskau
- 1996: Die Seepyramide und die Landpyramide in Branitz, KUNSTstätte Dorothea, Berlin
- 1997: Moskau. Erz und Körper, Galerie Samtleben im Nikolaisaal, Potsdam
- 1997: Des Waldes Dunkel zieht mich an, doch muss zu meinem Wort ich stehen und Meilen gehen, bevor ich schlafen kann, CALLAS, Worpswede
- 1997: Monument Landschaft: der Kreidefelsen, KUNSTstätte Dorothea, Berlin
- 1998: Das Oderbruch-Rügen: die Kreidefelsen, Parkhaus im Englischen Garten, Berlin (Kulturamt Tiergarten)
- 1998: I play the streetlife, because there is no place, where I can go ..., KUNSTstätte Dorothea, Berlin
- 1999: Portraits, Die Kommunale Galerie im Leinwandhaus, Frankfurt am Main
- 1999: Volksbäder. Badetempel. Stadtbäder, KUNSTstätte Dorothea, Berlin
- 2000: Berlin. Brücken über Grün und Blau KUNSTstätte Dorothea, Berlin
- 2000: Portraits, Galerie im Körnerpark, Berlin
- 2000: Moskau. Erz und Körper, fabrik., Galerie für gegenwärtige Kunst, Neustrelitz
- 2001: Berlin, Spaziergänge in einer Stadt, KUNSTstätte Dorothea, Berlin
- 2003: Ausstellung zu dem Buch Sarah Schumann. Werke 1958-2002, KUNSTstätte Dorothea, Berlin
- 2003: Ikone. Portrait. Madonnenbildnisse, Kloster Mariensee, Neustadt am Rübenberge
- 2005: Sarah Schumann. Galerie am Arkonaplatz, Berlin
- 2006: Expedition Heiligengrabe – Hunde und Wölfe. Galerie Levy, Hamburg
- 2008: Darß und Vilm. KUNSTstätte Dorothea, Berlin
- 2008: Inselwelten. Jahrestagung des Vilm-Vereins, Bundesamt für Naturschutz Insel Vilm
- 2010: Stadt – Land – Mensch. E-Plus Gruppe, Berlin
- 2010: Folge mir. Literaturforum im Brechthaus, Berlin
- 2011: Die See – Der Morgen – Der Abend. KUNSTstätte Dorothea, Berlin
- 2013: Sarah Schumann, Gouachen. Galerie am Arkonaplatz, Berlin
- 2013: Sanssouci – Der Widerschein einer Erscheinung. Orangerie Neuer Garten, Potsdam
- 2015: Als rot der Tag begann die Wandlung des Doktor Prokto. KUNSTstätte Dorothea, Berlin
- 2019: Sarah Schumann. Wirkliche Welt – Collagen und Gemälde von 1958 bis 2008. VAN HAM Art Estate, Köln
- 2019: Sarah Schumann. Die zerstörte japanische Botschaft und andere Malereien, Collagen und Zeichnungen, Künstlerhaus Göttingen
- 2021: Sarah Schumann – Zeichnungen und Collagen, Marion Grčič-Ziersch Kunsthandel München
- 2023: Sarah Schumann. Memorials. Paintings and Drawings from the 1990s, Galerie Albrecht Berlin
- 2023/2024: Sarah Schumann – Ikone Frau, eka Kunsthalle Trier

### Gruppenausstellungen
- 1975: Kvindeudstillinge, Charlottenborg, Kopenhagen
- 1976: Frauen machen Kunst, Galerie Magers, Bonn, Kunstverein Wolfsburg
- 1977: Künstlerinnen - international - 1877-1977, Neue Gesellschaft für bildende Kunst im Schloss Charlottenburg, Berlin; Frankfurter Kunstverein, Frankfurt am Main
- 1980: Treffpunkt Parnass 1949-1965, von der Heydt-Museum, Wuppertal; 1981 Goethe-Institut, Paris; 1982 Musée du Berry, Bourges; 1982 Goethe-Institut, London; 1982 International Festival, Edinburgh
- 1985: Von der Fläche in den Raum, Neuer Berliner Kunstverein im Schloss Charlottenburg, Berlin
- 1990: Herzsprung, Kunst und Photographie, Haus am Waldsee, Berlin; Standortverwaltung Lüneburg; Goethe-Institut, Madrid
- 2006: Berlin im Bild - Malerei seit 1945, aus dem Stadtmuseum Berlin, Kunstforum Berlin Volksbank
- 2017: Entfesselt! Malerinnen der Gegenwart, Schloss Achberg
- 2018: Lesbisches Sehen, Schwules Museum, Berlin
- 2020: Soft View / privatissime, Neuer Essener Kunstverein
- 2020: faces - traces, Galerie Gisela Clement
- 2023: Action, Gesture, Paint: Women Artists and Global Abstraction 1940-70, Whitechapel Gallery, London; Fondation Vincent Van Gogh, Arles

## Werke in öffentlichen Sammlungen (Auswahl)

### Deutschland
- Stadtmuseum Berlin
- Berlinische Galerie, Berlin
- Museum Morsbroich, Leverkusen
- Kunstmuseum Wolfsburg
- Neuer Berliner Kunstverein (n.b.k.) e.V., Berlin

### International
- Museum of Modern Art (MoMA), New York (US)

## Auszeichnungen
- 1977/78: Stipendium für die deutsche Akademie, Villa Massimo, Rom
- 1981: Arbeitsstipendium des Senators für kulturelle Angelegenheiten, Berlin
- 1986: Stipendium für die Künstlerstätte Bleckede (Land Niedersachsen)
- 1987: Arbeitsstipendium des Senators für kulturelle Angelegenheiten, Berlin
- 1990: Werkstipendium des Kunstfonds, Bonn

## Nachlass
Der künstlerische Nachlass der Künstlerin befindet sich seit 2018 bei VAN HAM Art Estate. Dieser umfasst Gemälde und Arbeiten auf Papier aus allen Schaffensphasen. Der schriftliche Nachlass befindet sich seit 2019 im Deutschen Kunstarchiv des Germanischen Nationalmuseums Nürnberg. Des Weiteren gibt es Bestände im Zentralarchiv für deutsche und internationale Kunstmarktforschung (ZADIK) am Institut der Philosophischen Fakultät der Universität zu Köln.

## Veröffentlichungen (Auswahl)

### Buchveröffentlichungen
- Sarah Schumann. Mit Beiträgen von Silvia Bovenschen. Frölich und Kaufmann, Berlin 1983, ISBN 3-88725-012-5.
- Moskau. Erz und Körper. Dvorah-Verlag, Berlin 1995, ISBN 3-927926-20-5.
- Kathrin Mosler (Hrsg.): Sarah Schumann: Werke 1958–2002. Nicolai, Berlin 2003, ISBN 3-87584-969-8.

### Illustrationen
- Umschlaggestaltung für die Werkausgabe – Gesammelte Werke von Virginia Woolf im S. Fischer Verlag[6]
- Gestaltung von Umschlagsmotiven für Publikationen, u. a. die Gesamtausgabe von Virginia Woolf im S. Fischer Verlag, Bücher von Silvia Bovenschen und Alexander Garcia Düttmann
- Illustrationen für eine Ausgabe von Lewis Carolls Alice im Wunderland, 1974
- Titelblätter und Plakate für Zeitschriften wie Freedom, Courage und Frauen im Film

### Filmografie
- 1978: Harun Farocki: Ein Bild von Sarah Schumann
- 2000: Renate Sami: Sarah Schumann malt ein Bild
- 2012: Michaela Melián - Silva Bovenschen und Sarah Schumann
- 2015: Lone Thau: Vom Dunklen ins Helle
- 2019: Bettina Böttinger: Sarah Schumann im Gespräch mit Bettina Böttinger, produziert von VAN HAM Art Estate